# Men Rauch
Men Rauch (Scuol, Grisones, 29 de enero de 1888 - 4 de octubre de 1958) fue un ingeniero, compositor y escritor en retorrománico, de estilo popular. Fue uno de los fundadores con Peider Lansel de la Lia Rumantscha/Ligia Romontscha, sociedad para desarrollar el cultivo de la lengua retorrománica y pedir autonomía política para los pueblos réticos. Cultivó el teatro, la poesía, la narración breve y la biografía. Fundador, editor y redactor de la Gazetta Ladina en 1922, pasó en 1939 a redactor literario del nuevo Fögl Ladin. A partir de 1951, dio vida a una compañía de teatro ambulante. Entre sus obras hay que mencionar Il nar da Fallun (narración), Chanzuns umoristicas cun la guitarra, El amanecer e la s-charbunada (narración en verso), Gian Travers e la chanzun da la guerra de Müsch, Il premio da la vita (teatro, en colaboración con Men Gaudenz), In bocca de luf, Il Battaporta (poesía), Chanzuns por la guitarra.